# Omnibuscenter LEO REISEN

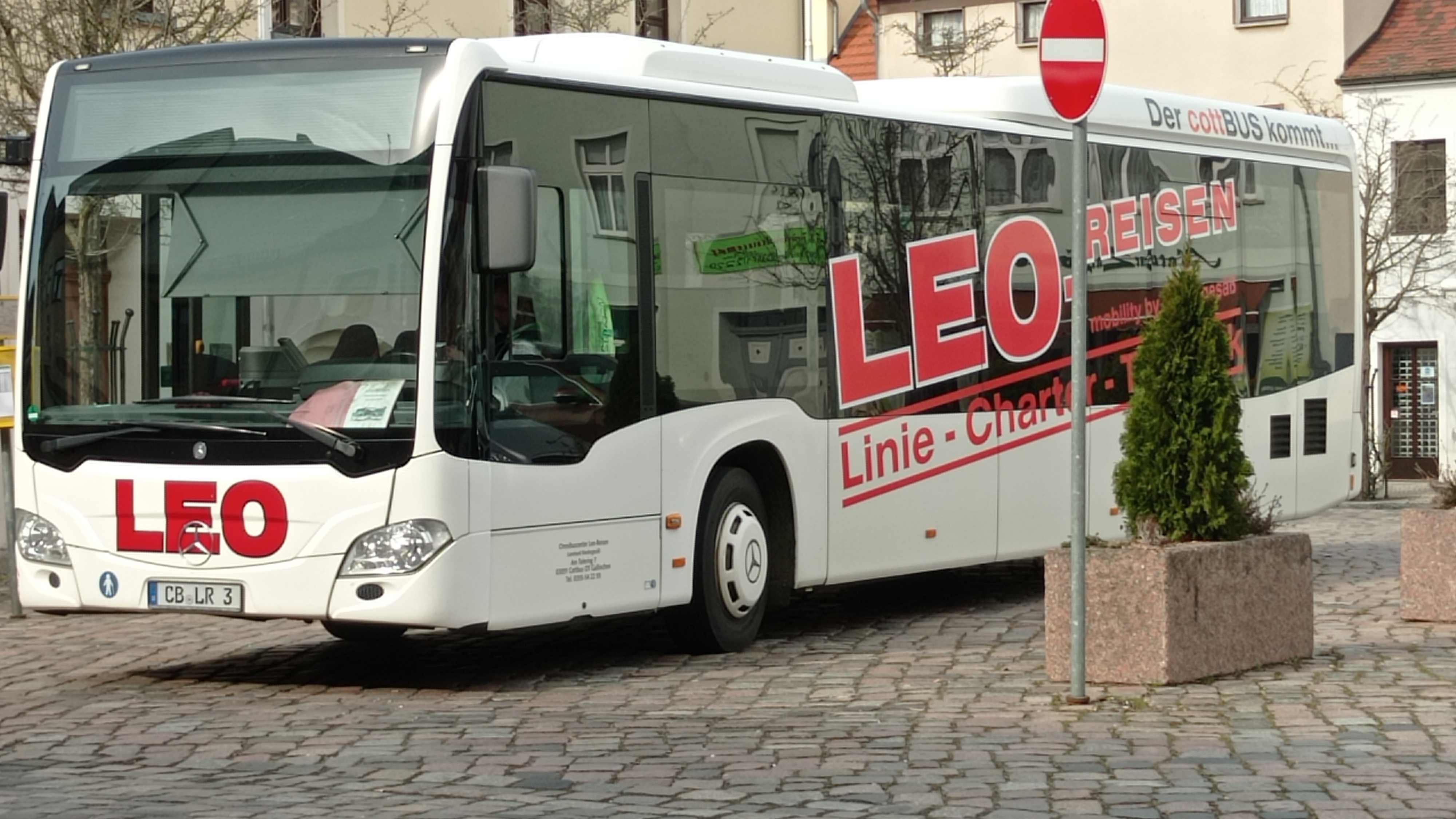
Mercedes-Benz Citaro C2 LE

Die Omnibuscenter LEO REISEN GmbH und Co. KG ist ein Dienstleistungsunternehmen des Öffentlichen Personennahverkehrs mit Sitz in der Stadt Cottbus in Brandenburg. Das Unternehmen wurde 1948 gegründet und ist heute als Subunternehmen von Cottbusverkehr tätig. LEO REISEN stellt aktuell (2021) sechs reguläre Buslinien und einen Rufbus in der Stadt Cottbus und dem westlichen Landkreis Spree-Neiße. Des Weiteren macht das Busunternehmen Fahrten für den Fußballverein Energie Cottbus und es bietet Charterfahrten an, welche man sich inkl. Fahrer bestellen kann. Außerdem gibt es einen Catering-Service an Bord der Reisebusse. Die derzeitigen Eigentümer sind Mandy und Roman Niedergesäß.

## Linien
| Linie | Verbindung                                                                                 |
| ----- | ------------------------------------------------------------------------------------------ |
| 21    | Cottbus Hauptbahnhof – Lakoma – Peitz – Turnow – Drehnow – Drachhausen – Lieberose         |
| 23    | Cottbus Hauptbahnhof – Groß Gaglow – Schorbus – Leuthen – Drebkau – Neupetershain – Welzow |
| 26    | Cottbus Hauptbahnhof – Groß Gaglow – Schorbus – Auras – Drebkau – Neupetershain – Casel    |
| 27    | Drebkau – Jehserig – Rehnsdorf                                                             |
| 30    | Leuthen – Schorbus – Drebkau – Golschow                                                    |
| 32    | Cottbus Hauptbahnhof – Groß Gaglow – Madlow – Gallinchen – Klein Döbbern – Groß Döbbern    |